# 懷芒古間歇泉
懷芒古間歇泉（英語：Waimangu Geyser）是一個位於新西蘭羅托魯瓦附近的間歇泉，曾是世界最大間歇泉。該間歇泉的產生要歸因於1886年塔拉維拉火山的噴發， 這次噴發導致山體出現了一個14（8.7英里）的裂縫。
該間歇泉的噴發首次在1900年被觀測到，高度可達460（1,510英尺）。不過由於1904年11月1日的山崩影響了地下水位，該間歇泉已經休眠。
1903年8月31日，包括喬伊·沃布里克在內的四位旅行者因忽視導遊阿爾弗雷德·沃布里克的勸諭而被間歇泉突然的噴發殺死。

## 外部連結

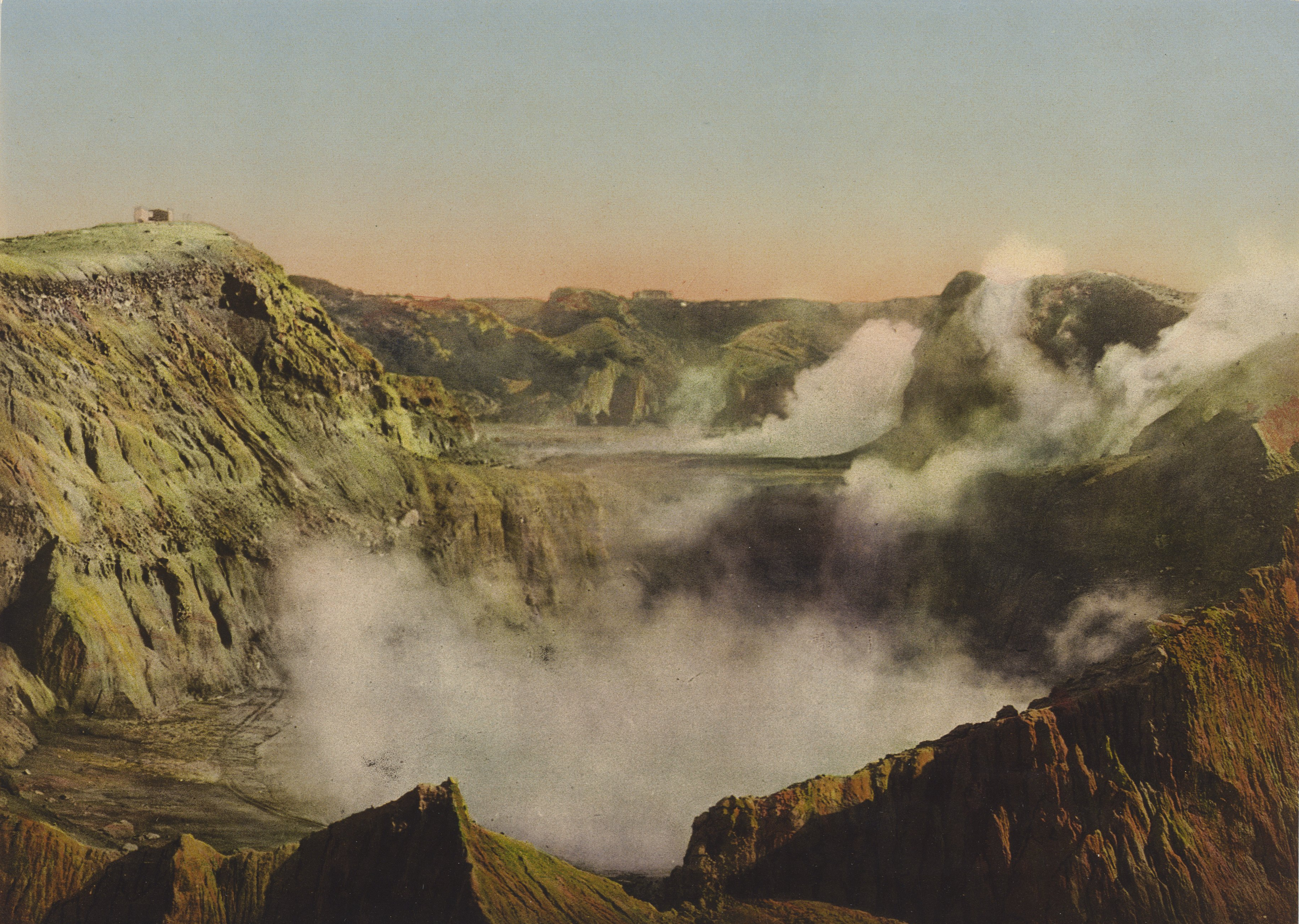
1910年的懷芒古間歇泉

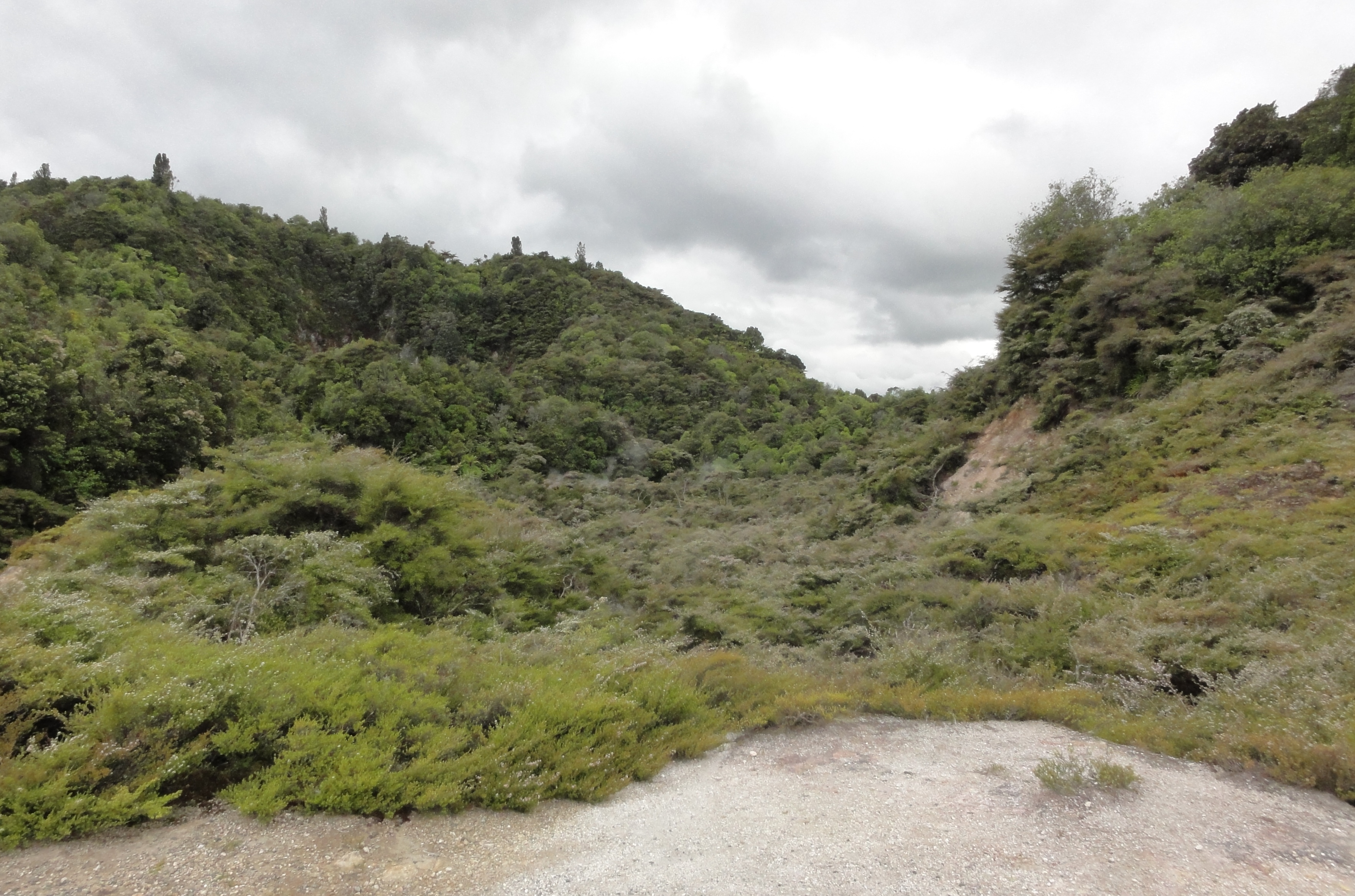
2011年的懷芒古間歇泉

- Historical photos of Waimangu Geyser, State Library of Victoria
- Waimangu geyser: the world’s largest （页面存档备份，存于）, 'Hot springs, mud pools and geysers', Te Ara - The Encyclopedia of New Zealand. Updated 5 November 2007.
- Images of the Waimangu Geyser from the Alexander Turnbull Library's Unpublished Collections